# Chaussée empierrée
Une chaussée empierrée est une chaussée composée de matériaux concassés de petites dimensions, reliés par des granulats plus ou moins pulvérulents, formant un squelette compact après compactage. Les chaussées pavées, composées de pierres taillées ou d’autres matériaux, reposant sur une couche de sable et accolées les unes aux autres de manière à ne laisser entre elles que les joints les moins larges possible, ne font pas l’objet de cet article. Les voies romaines sont, entre autres, des chaussées pavées.
L'empierrement reposait autrefois sur une couche de fondation en gros cailloux. Au début du XVIIIe siècle on l'établissait dans une forme ou encaissement creusé dans le sol naturel, sans fondation. De nos jours, en fonction de la portance du sol, on met en place ou non une couche de fondation et on améliore ou non les matériaux avec un liant hydraulique ou un liant bitume. Les chaussées empierrées sans revêtement étanche de roulement ne sont plus guère utilisées que pour la réalisation de nouveaux chemins ou voies forestières.

## XVIIesiècle

### Chaussées avant la suppression de la corvée
Un premier texte traitant de la réalisation des chemins est rédigé par Henri Gautier, en 1693 pour la 1re édition.
C’est à Pierre Marie Jérôme Trésaguet, ingénieur en chef de la généralité de Limoges, que l'on doit les premières études sérieuses sur la construction des chaussées. Il les expose dans un mémoire rédigé en 1775,
Les dimensions des chaussées, dit-il, sont assez généralement, sur les grandes routes du royaume, de 18 pieds (5,85 m) de largeur, 18 pouces (49 cm) d’épaisseur au milieu et 12 pouces (32 cm) aux bordures. Les pierres sont arrangées à la main dans le fond de l’encaissement, posées à plat, ensuite chargées de pierrailles jusqu’à la naissance du bombement, battues à la masse, et recouvertes de pierrailles qui doivent être cassées plus menues que la couche inférieure pour former le bombement.
Cette épaisseur a pu être nécessaire pour des chaussées à l'entretien des corvées, dont les réparations ne peuvent être faites qu’au printemps et à l'automne. Les ornières profondes, qui se forment dans l'intervalle de six mois, auraient pu les détruire totalement avec une épaisseur moindre. Mais la suppression des corvées en 1764 a conduit à modifier les méthodes de construction. Les épaisseurs des chaussées ont été réduites pour ne faire plus que 9 à 10 pouces (27 cm) d'empierrement au lieu de la hauteur considérable que nécessitait le système d'entretien des corvées.

## XVIIIesiècle

### Méthode de Trésaguet (1775)

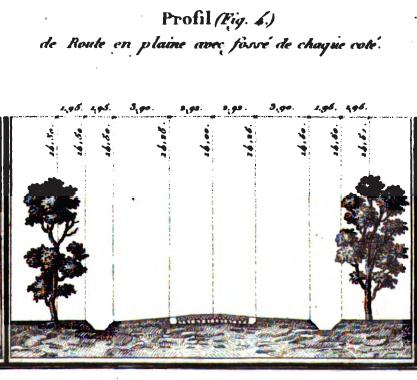
Coupe d'une chaussée extraite du Mémoire de Pierre Marie Jérôme Trésaguet (1775)

Le « Mémoire sur la construction et l'entretien des routes » publié le 17 septembre 1775 par Pierre Trésaguet, ingénieur en chef de la généralité de Limoges, est présenté par la plupart des historiens de la route comme novateur et constituant un tournant dans la conception des routes empierrées. Eugène-Jérôme-Marie Vignon, premier ingénieur-archiviste-historien, contribue avec ses commentaires à fixer pour la première fois l’idée d’un document utile à l’histoire des innovations techniques routières de la France du XVIIIe siècle (1865). Il est suivi par de nombreux auteurs qui agissent souvent par consolidation : Henri Cavaillès, géographe (1946), Jean Petot, juriste historien de l’administration (1958.), Louis Trénard, professeur à la faculté de Lille (1959), Guy Arbellot, maître de conférences à l'École des hautes études en sciences sociales  (1973), M. Yvon, historien (1985), Jean-Marcel Goger, spécialiste de l’histoire des routes à l’époque moderne (1988), Antoine Picon (1992) ou Daniel Roche professeur au Collège de France analysant les circulations d’Ancien Régime
(2003). Mais selon Nathalie Montel, historienne-chercheuse sur l’histoire de l’aménagement de l’espace aux XVIIIe et XIXe siècles, les matériaux historiques qui permettraient d’affirmer que Trésaguet apporte une « contribution essentielle à l’art d’empierrer les routes » ou encore que son mémoire marque « un tournant dans la conception de la route par les ingénieurs » font défaut. C’est, au contraire, la pénurie de textes susceptibles de nous renseigner sur la manière dont les routes empierrées étaient alors effectivement construites et le peu d’informations techniques couchées par écrit, et parvenues jusqu’à nous, qui caractérisent la situation documentaire. Quoi qu'il en soit, ce document a le mérite de présenter la synthèse des diverses expériences en généralités et des propres observations de Trésaguet, un document indissociable du contexte de l’époque où la généralisation à l’ensemble de la France de la suppression de la corvée des routes expérimentée en Limousin est envisagée par Turgot. 
S'appuyant sur une longue pratique des travaux routiers acquise sous les ordres de Turgot, il y avance plusieurs idées neuves qui remettent en question les procédés classiques. Selon l'analyse du texte par Arbellot (1997) et en continuité de celle de Cavaillès (1940), la chaussée idéale pour René Trésaguet doit être construite et entretenue de la façon suivante : 
- Creuser l’encaissement de sorte que le fond en soit parallèle au futur bombement de la chaussée, et réduire sa profondeur à 10 pouces au lieu des 18 pouces en usage habituellement (soit 27 cm au lieu de 48 cm environ) ;
- Poser la première couche de grosses pierres de champ (et non à plat) dans le fond de l'encaissement ;
- Poser également à la main les couches suivantes en les battant et cassant à la masse pour supprimer tout vide ;
- Recouvrir l'ensemble d'une épaisseur de 3 pouces de petites pierres très dures cassées préalablement au marteau à la grosseur d'une noix ;
- Pratiquer l'entretien continu grâce à des ouvriers recrutés dans les villages proches et qui, responsables d'un tronçon de route bien délimité, le réparent chaque jour si nécessaire.

Pour parvenir, tout en diminuant l’épaisseur des chaussées, à leur conserver leur capacité à supporter les charges des véhicules, il a fallu en modifier la disposition et la construction. Le fond de l'encaissement est réglé parallèlement au bombement que doit avoir la chaussée. La profondeur réduite de la forme est de 10 pouces (27 cm) et les côtés sont coupés en talus sur un angle d'environ 20 degrés. Une fois l’encaissement préparé, les bordures sont posées par des paveurs de façon que leur surface soit recouverte de la pierraille, et qu'il n'y ait que leur arête supérieure d'apparente.
La première couche dans le fond de l'encaissement est posée de champ et non à plat, en forme de pavé de blocage, affermie et battue à la masse, sans cependant s'assujettir à ce que les unes ne surpassent pas les autres. Le surplus de la pierre est également arrangé à la main, couche par couche, battu et cassé grossièrement à la masse, pour que les morceaux s’incrustent les uns dans les autres et qu'il ne reste aucun vide.
Enfin, la dernière couche de trois pouces (8 cm) est cassée de la grosseur d'une noix environ, au petit marteau à part, et sur une espèce d'enclume, pour être ensuite jetée à la pelle sur, la chaussée, et former le bombement. Cette dernière couche est faite avec une pierre plus dure.
Trésaguet employait, suivant les cas, des chaussées creuses ou des chaussées bombées. En plaine, il conseille de ne recourir qu'aux chaussées bombées, accompagnées de fossés si elles sont à fleur du sol, ou simplement limitées à des talus si elles sont en remblai. À flanc de coteau, c'est le profil creux qu'il adoptait de préférence. En effet, le profil bombé détermine la construction d'un fossé et rend impossible l'existence d'une banquette latérale. Les eaux rassemblées et resserrées dans les fossés s'écoulaient avec une telle vitesse sur des pentes de 3 à 4 pouces par toise qu'elles entraînaient les terres et rendaient le chemin impraticable.
Tresaguet retient donc un profil en travers concave pour les pentes rapides. Il pense que, les eaux étant réunies au milieu de la route, la technique est plus économique puisqu'elle permet de supprimer le fossé et de réduire la largeur du déblai, et enfin elle offre plus de sécurité pour le voyageur. Par ailleurs, pour empêcher un ravinement dans les importantes pentes, il coupe la route de place en place par des cassis inclinés sur l'axe de la route dans le sens de la pente, lesquels emmènent les eaux sur les talus dans des rigoles ménagées à cet effet. Ce profil concave de Trésaguet a en fait été rapidement abandonné.

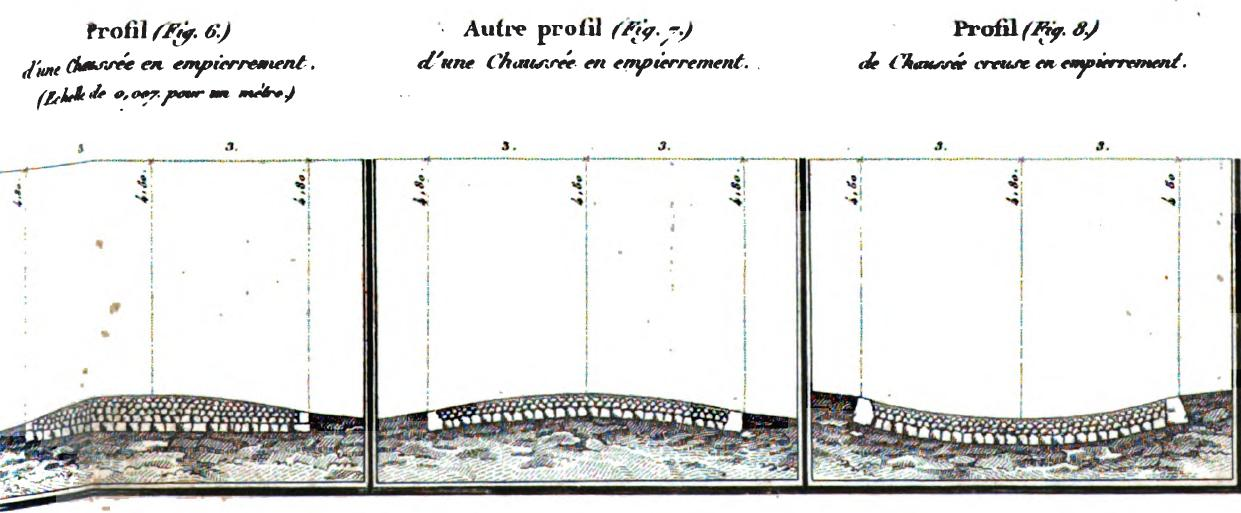
Coupes extraites du Mémoire de Pierre Marie Jérôme Trésaguet (1775)

Au début du XIXe siècle, les procédés de Trésaguet furent adoptés généralement par les ingénieurs français, avec quelques modifications. Ainsi, au-dessous de la couche de pierres de champ, on plaça quelquefois, dans les terrains peu solides, une couche de pierres posées à plat, ce qui augmentait l'épaisseur de la chaussée et la portait à 0,50 m. Pour la route du Simplon, au contraire, établie sur le roc, on supprima la fondation et on se contenta de la couche de menus matériaux ; c'est peut-être le premier exemple de la méthode d'empierrement utilisée ensuite au XIX.
Le bombement des chaussées convexes fut augmenté et porté au 1/25 et souvent au 1/20 de la largeur. Mais l'entretien des chaussées était souvent inexistant : on employait tous les matériaux à l'automne et l'on n'avait plus rien pour boucher les trous pendant l'hiver. Les pierres étaient trop grosses et non purgées de terre et d'argile. On n'enlevait pour ainsi dire jamais ni boue ni poussière, et les pierres étaient souvent jetées dans des ornières ou des trous complètement remplis de boue. Ainsi, vers 1820, la plupart des routes de France étaient en très mauvais état et donnaient lieu à de nombreuses plaintes..

## XIXesiècle

### Méthode de McAdam (1816)
En Grande-Bretagne, lorsqu’une route est défoncée, il faut changer complètement la couche de roulement, approfondir les fossés et parfois consolider le fond de forme d'origine, souvent constitué de trop gros blocs de pierre, selon la technique française. Par souci d'économie et du fait du manque de fonds, les arpenteurs doivent trouver des solutions techniques capables de rendre l'entretien des chemins moins coûteux. C'est en Écosse, là où le climat est le plus sévère avec les routes que la technique évolue.
Certains inspecteurs constatent le rôle très important joué par les fossés latéraux pour drainer la chaussée : plus les fossés sont profonds, plus celle-ci est résistante. D'autres arpenteurs, par souci d'économie budgétaire préconisent la substitution de cailloux aux blocs de pierre et, refaisant la sous-couche porteuse, cassent ces derniers sur place pour éviter le transport toujours onéreux de nouveaux blocs et emploient du tout-venant, comme cela se faisait dans l'ancien temps. 
C'est dans ce contexte que le commissaire-inspecteur John Loudon McAdam acquiert son expérience avant de définir sa technique lorsqu'il est chargé en 1816 de la direction des routes du comté de Bristol. Son procédé est simple : il faut rendre et maintenir à sec le fond de forme par le creusement de fossés latéraux ou construire la voie en remblai pour éviter l'emprise des fossés. 
Les principes de cette méthode sont les suivants :
- McAdam n'admet pas que l'on creuse un encaissement pour y enfouir les matériaux qui doivent composer la chaussée; il relève le plus possible le sol sur lequel l'empierrement repose, afin que les eaux s'écoulent facilement vers les terres riveraines et que le fond de la chaussée se maintienne sec.
- Il fait casser la pierre en morceaux de grosseur sensiblement uniforme dont le poids ne doit pas dépasser six onces (170 grammes); c'est donc avec une balance que ses agents procédaient à la vérification et à la réception des matériaux;
- Il exige que les matériaux soient triés avec le plus grand soin, et parfaitement purgés de toute matière terreuse, pulvérulente, crayeuse ou argileuse. Il rejette le gravier naturel, surtout lorsqu'il est formé de cailloux roulés ; les matériaux cassés et anguleux sont seuls susceptibles de se lier entre eux d'une manière convenable.
- Le répandage doit se faire en plusieurs couches ; aucune matière d’agrégation ne doit être mélangée au caillou. Une épaisseur de 0,25 m est suffisante même dans les plus mauvais terrains, et la fondation est toujours inutile.
- Une condition essentielle d'une bonne chaussée, suivant McAdam, c'est l'imperméabilité. Il remarque qu'en fin de compte c'est le sol qui supporte les pressions, et que le sol naturel, lorsqu'il est sec, ne s'enfonce guère sous les voitures ; on doit donc se proposer de le maintenir à l'état sec en le recouvrant d'un manteau imperméable. Ce manteau, c'est l’empierrement[18].

Trois avantages ressortent de cette nouvelle technique : l'homogénéité du matériau rend l'usure presque uniforme : l'imperméabilité conserve au sol-support la fermeté et la résistance nécessaire : l'élasticité répartit la pression des roues et ordonne une flexion qui évite le bris des pierres et que ne possède pas la chaussée en cailloutis ou pavée. Comparé aux techniques traditionnelles, le procédé britannique exige une main-d'œuvre plus nombreuse mais beaucoup moins spécialisée, un matériau moins abondant et un entretien plus superficiel.

### Méthode de Telford
La méthode de Telford n'est autre que celle de Trésaguet modifiée, reprise par un ingénieur anglais à la suite des travaux de McAdam. Thomas Telford, après avoir préparé la forme de la chaussée, en dresse le fond bien de niveau, puis il y pose, sur leur face la plus large, une couche de pierres serrées entre elles et formant une espèce de pavé. La hauteur de ces pierres n’est pas la même dans toute la largeur de la chaussée ; elle est de 0,20 à 0,25 m au milieu et va en diminuant graduellement de part et d'autre de l'axe, de manière à se réduire à 0,08 m et 0,10 m à l'arête extérieure de la chaussée.
On remplit avec des éclats enfoncés fortement les vides que les pierres laissent entre elles ; puis, on brise à la masse toutes les aspérités que présente la surface et on la dresse d'une manière uniforme. Le bombement est communément réglé au soixantième de la largeur, et ce bombement est distribué de telle sorte que le profil transversal de la chaussée soit une ellipse aplatie. Quand on a ainsi obtenu un pavage irrégulier, mais très solide, on le recouvre d'une épaisseur de 0,15 m environ de pierres cassées. On partage cette épaisseur en deux couches et l'on attend pour répandre la seconde que la première ait commencé à faire corps. Enfin pour faciliter et activer la liaison on répand quelquefois sur la pierre cassée une petite couche de gravier.
Les routes de Telford semblaient bien supérieures a celles de McAdam au point de vue du roulage, à égalité de chargement. Mais la technique paraissait plutôt adaptée pour les terrains mous et compressibles. En effet la chaussée de McAdam est plus élastique que la chaussée de Telford et fléchit davantage.

### Méthode de Polonceau (1829) – L’invention du cylindrage
En 1829 M. Antoine-Rémy Polonceau ingénieur des ponts et chaussées, frappé du défaut de la méthode qui consistait à livrer au roulage un tas de cailloux et non une chaussée finie, voulut y remédier en faisant procéder au cylindrage des couches de matériaux.
« La liaison des matériaux durs répandus à la surface d'une route est fort longue à s'opérer. Il faut que le tassement, produit par le passage des voitures, force les pierres à se rapprocher, et que les détritus qui proviennent de l'écrasement d'un certain nombre de fragments, achèvent de remplir les vides qui existent dans la masse. Alors, seulement, l'agrégation est complète et la chaussée devient compacte et unie. Mais ce résultat n'est obtenu qu'avec une grande fatigue pour le roulage et la destruction d'une certaine quantité de matériaux qui sont, broyés par les roues. ».
Le procédé est le suivant : 
- affermir le fond de la forme par un rouleau ou cylindre de compression d’un poids important ;
- placer au-dessus une couche de matériaux tendres, puis un mélange de matériaux durs et de matériaux tendres, ceux-ci étant destinés à servir de ciment à ceux-là ;
- réserver toutefois pour la couche supérieure un lit de pierres dures que l'on recouvrira des débris du cassage ;
- soumettre à l'action du cylindre de cm[21].

L'invention du rouleau compresseur, qui sera dénommé ultérieurement compacteur, n'est pas tout à fait nouvelle en elle-même. Depuis longtemps, dans la Prusse rhénane, on fait usage d'un rouleau de cette nature ; mais faute de renseignements exacts et certains, on y faisait peu d'attention. Des rouleaux analogues étaient également employés en Angleterre.

## XXesiècle
Dans une route empierrée, la cohésion des éléments est faible. Avec l’augmentation de la circulation, le macadam s’avère inadapté. L'usure devient très vite anormale, surtout en période humide ou très sèche. On doit constamment réparer flaches et nids de poule. L'eau est le principal ennemi de la structure de la chaussée, schématiquement les particules d'eau facilitent les déplacements des pierres, cailloux et fines entre elles et déstabilisent sous les charges des véhicules la structure (le gel aggrave encore plus le phénomène). Pour remédier à ces phénomènes, le revêtement étanche à base de goudron puis de bitume empêche les eaux météoriques de pénétrer dans la structure, de même les fossés évacuent les eaux de ruissellement et rabattent le niveau d'eau de la nappe phréatique haut perchée sous la structure et le fond de forme. C’est pourquoi dès le début du siècle les routes empierrées vont être revêtues, d’abord goudronnées puis bitumées. Puis les structures vont voir leurs résistances mécaniques améliorées par incorporation de bitume, puis enfin remplacées par des matériaux enrobés bitumineux, grave-bitumes, grave-émulsion, enrobés ou par des liants hydrauliques (ciment ou liant hydraulique routier). Les routes empierrées non revêtues restent l’apanage des voies à très faible trafic, comme les voies forestières. 
Les connaissances toutefois vont progresser tout au long du XXe siècle, d’abord sur la qualité des matériaux utilisés en couches de chaussée, avec en particulier l’apparition de graves calibrées 0/D en 1925-1930 . 
Puis l’évaluation de la portance de la plate-forme et du comportement des sols vont être précisés. En 1931, Proctor démontre, à New York et San Francisco, que le degré de compacité d’un sol est maximal pour une teneur en eau propre à la nature du sol. En 1939 apparaît, toujours aux États-Unis, les premières évaluations de l’épaisseur de la chaussée en fonction de la charge admissible avec l’indice CBR, californian bearing ratio. Mais les approches sont très empiriques et en 1946, il y a 22 formules différentes pour calculer l’épaisseur d’une chaussée.